# Yohanes Ghebregergis
Yohanes Ghebregergis (Tigrinya ዮሓንስ ጌብሬገርጊስ, geb. 1. Januar 1989) ist ein eritreischer Langstreckenläufer.

## Sport
Bei den Leichtathletik-Weltmeisterschaften 2017 in London lief er im Marathon eine Zeit von 2:12:07 h und kam auf Rang 7.
Beim Tokio-Marathon 2017 kam er auf mit einer Zeit von 2:08:14 h auf Rang 7. Bei den 2021 ausgetragenen Olympischen Spielen 2020 in Tokio lief er den Marathon in 2:15:34 h und kam damit auf Rang 22.